# 児島湾大橋
児島湾大橋（こじまわん おおはし）は、岡山県岡山市の中区新築港（新岡南地区）と南区飽浦（児島半島北部）の間にある児島湾に架かる延長 931 m （幅 10.5 m ）の橋で、岡山県道45号岡山玉野線の橋である。片側1車線、片側に歩道が設置されている。

## 概要
岡山 - 玉野間の短絡道路としては児島湾締切堤防道路が開通していたが、大型車両の通行が禁止されていた。これに代わる道路として、1978年（昭和53年）に建設が開始され、1983年（昭和58年）に完成した。

## 周辺
- 岡山港高島地区
- 岡山ふれあいセンター
- ヤンマーアグリ
- 三蟠港跡（三蟠鉄道三蟠駅）- 1931年（昭和6年）まで三蟠鉄道三蟠駅から児島半島北岸まで渡し船が往来していた[3]